# Tove Wisborg
Tove Bjørn Wisborg (født Eriksen 15. december 1936 i København – 23. april 1991) var en dansk skuespillerinde.
Hun var uddannet fra Skuespillerskolen ved Aarhus Teater 1956-1958 og debuterede i rollen som Anne Frank på teatret i 1957. I de kommende år medvirkede hun i en del opæstninger, bl.a. på Det Ny Teater, Andelsteatret samt Folketeatret i København, hvor hun spillede Donna Elvira i Don Juan. Hun var tilmed med i flere spillefilm. Tilbage i Århus i 1970 fik hun roller i flere musicals og skuespil, bl.a. Chicago og Strawberry Fields. Hendes sidste rolle på teatret blev som Fru Olsen i Hjælp – det er Juli i 1989/1990. Hun uddannede sig sideløbende indenfor esoterisk filosofi og psykoterapi og var en af initiativtagerne til teatersport i Århus.
Tove Wisborg var gift med skuespilleren Ole Wisborg.
1972-1977 boede hun sammen med med skuespillerinde, Birte Fynne. Sammen fik de en datter, Pernille Fynne.
Tove Bjørn Wisborg er begravet på Risskov Kirkegård.

## Udvalgt filmografi
- Styrmand Karlsen (1958)
- Den grønne elevator (1961)
- Frk. Nitouche (1963)
- Tine (1964)
- Helle for Lykke (1969)
- Kassen stemmer (1976)
- Forræderne (1983)